# James S. White
Pour les articles homonymes, voir James White et White.
James Springer White (4 août 1821 - 6 août 1881) est un pasteur adventiste américain, qui fonde avec sa femme Ellen (Harmon) White et Joseph Bates, l'Église adventiste du septième jour. Il crée en 1849 The Present Truth (aujourd'hui, Adventist Review), le premier périodique adventiste. Il est l'initiateur de l'organisation de l'Église adventiste du 7e jour en 1860 et de la création de la Conférence Générale (le siège mondial) en 1863, dont il est le président à trois reprises. Il démarre de nombreuses institutions adventistes : des périodiques, des imprimeries, des structures scolaires et médicales. Il contribue au lancement des Missions adventistes à travers le monde.

## Biographie

### Enfance et adolescence
James Springer White nait le 4 août 1821 à Palmyra dans le Maine. Il est le cinquième des neuf enfants de John et Elisabeth White. Son père est le descendant d'un des colons qui débarquent aux États-Unis à bord du Mayflower et fondent en 1620 la colonie de Plymouth dans le Massachusetts. Jusqu'en 1820, le Maine est un district du Massachusetts.
Durant son enfance, James White a une maladie qui le rend partiellement aveugle et l'empêche d'aller à l'école. Il est le bras droit de son père dans la ferme familiale et développe ainsi une belle stature et une puissance physique remarquable. Durant son adolescence, il s'intéresse peu à la religion. À l'âge de 15 ans, il est néanmoins baptisé et devient membre de l'Église chrétienne (aussi appelée la connexion chrétienne). Il ne consomme pas d'alcool ni de tabac et ne jure pas, mais il pense qu'il n'avait pas de temps pour les choses spirituelles.

### Prédicateur millérite
À 19 ans, la vue de James White devient normale. Il étudie alors à St Albans Academy. Il obtient un certificat d'instituteur et enseigne brièvement dans une école. En 1840, il entend parler de William Miller qui annonce que le Christ reviendrait vers 1843-1844. Bien qu'incrédule, il accepte d'assister à un camp meeting millérite pour faire plaisir à sa mère. En entendant les sermons puissants, il a la conviction que Dieu dirige le mouvement. Il se sent appelé à avertir le monde de la venue de Jésus, mais résistant à cet appel intérieur, il étudie à Newport Academy.
En septembre 1842, James White entend William Miller et Joshua Himes à Castine dans le Maine. Il quitte alors les études et parcourt à cheval les villages et les villes de la région. Au cours de l'hiver 1843-1844, plus de mille personnes acceptent le message du retour du Christ l'écoutant prêcher avec puissance et chanter de sa voix de baryton un chant adventiste populaire :

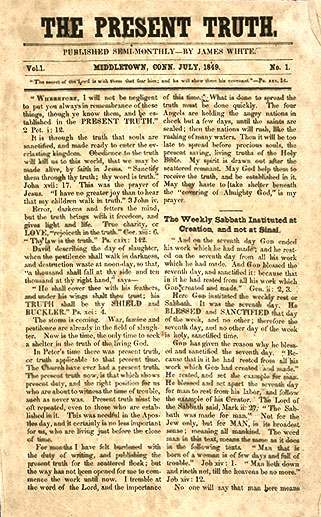
Le premier numéro du périodique The Present Truth

Vous verrez le Seigneur revenir (ter) dans quelques jours.

Alors qu'un ensemble musical (ter) résonnera dans les airs.
Son succès ne passe pas inaperçu. En avril 1844, l'Église chrétienne ordonne James White comme pasteur.
Le désappointement d'octobre 1844 est immense pour James White. Quand Joshua Himes visite les millérites à Portland dans le Maine quelques jours plus tard, il ne peut contrôler ses larmes : "Mes émotions furent presque incontrôlables. Je quittai le lieu de réunion en pleurant comme un enfant." Cependant la foi de White au retour du Christ ne chancela jamais.

### Rédacteur en chef de laReview and Herald
Au début de 1845, à une réunion à Orrington dans le Maine, James White entend Ellen Harmon raconter une vision qu'elle a eue en décembre 1844. Ce qu'il entend le persuade qu'elle est une messagère de Dieu. Il l'accompagne souvent durant ses voyages d'encouragement aux millérites. Ils se marient le 30 août 1846. Peu après, ils lisent le livre de Joseph Bates, The Seventh-day Sabbath, A Perpetual Sign (Le sabbat du septième jour : un signe perpétuel) et se mettent à observer le sabbat.
Avec Joseph Bates, James White dirige "les conférences sur le sabbat et le sanctuaire" de 1848-1850 au cours desquelles les adventistes posent les bases de leur théologie. Sur le conseil d'Ellen White, il démarre en mai 1849 la publication du Present Truth (La vérité présente), le premier périodique adventiste. Après avoir créé Advent Review (La revue de l'avènement) en 1850, James White fusionne les deux revues en une seule : Second Advent Review and Sabbath Herald - appelée par abréviation, la Review and Herald (aujourd'hui Adventist Review, La Revue adventiste). Toute sa vie, les publications demeurent sa plus grande passion.

### Organisateur de l'Église adventiste du septième jour

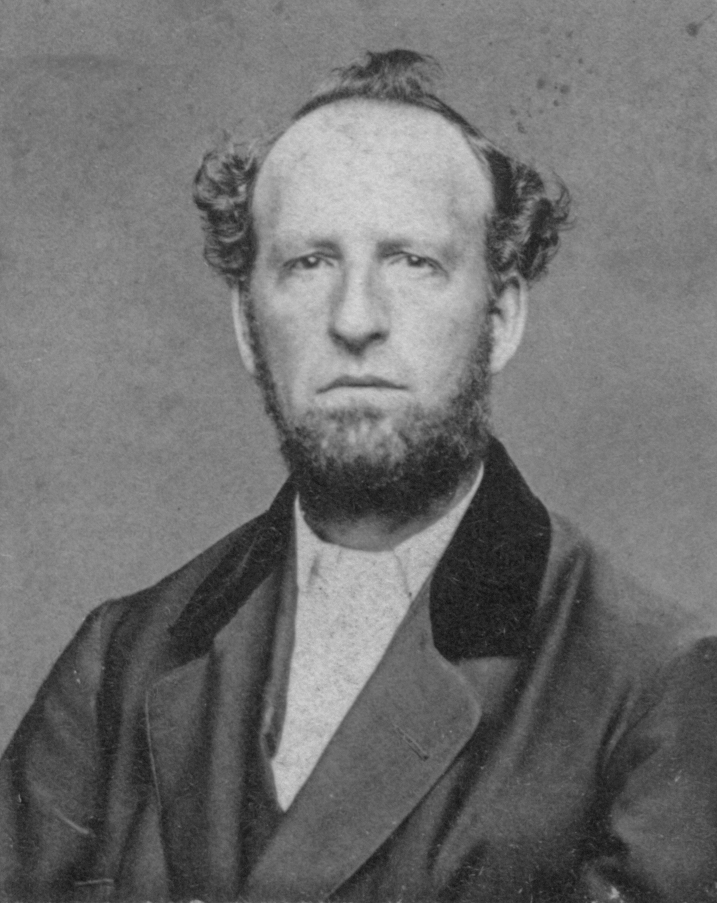
Portrait de James S. White à 38 ans (1859).

Durant la décennie 1850, James White mène une campagne acharnée en faveur d'une organisation des adventistes en Église. Expulsés de leurs églises durant le réveil millérite, ceux-ci ont ce système en aversion. White réalise très tôt que sans organisation, ils sont inefficaces et dispersés. Avec relativement peu de soutien, il travaille sans relâche, avançant étape par étape, vers cet objectif :
- Vers la fin de 1849, il imprime le premier recueil de chants adventiste.
- En 1851, il procède aux premières ordinations de pasteurs adventistes.
- En 1852, il achète une presse et institue l'École du sabbat pour les enfants.
- En 1852, il crée et est le rédacteur en chef du Youth Instructor, un périodique pour la jeunesse.
- En 1855, il fait l'acquisition de l'imprimerie de Battle Creek, la première institution légale adventiste. James White devient alors le directeur de l'imprimerie et Uriah Smith (1832-1903) est le rédacteur en chef de la Review and Herald.
- En 1859, il généralise le plan de "générosité systématique", une collecte de fonds servant à payer les pasteurs.

James White convoque les adventistes à Battle Creek dans le Michigan à une assemblée générale du 29 septembre au 1er octobre 1860. Joseph Bates est nommé président de séance et Uriah Smith secrétaire. White propose aux adventistes de se donner un nom. "Le bébé a grandi, déclara-t-il. Il est temps de lui donner un nom." Il raconte comment à chaque étape, il a rencontré de l'opposition, mais que toutes ces choses contribuent au développement de leur cause. Après une longue discussion, ils votent le nom proposé par David Hewitt : les adventistes du septième jour. Ils sont alors 3000 membres.
En octobre 1861, les adventistes procèdent à la création de leur première Fédération d'églises locales : la Fédération du Michigan. Très rapidement, sept autres Fédérations se forment en 1862. Puis sous l'initiative de James White, du 20 au 24 mai 1863, les délégués de chaque Fédération se réunissent à Battle Creek pour fonder la Conférence Générale de l'Église adventiste (la direction mondiale). Ils élisent White comme président mais il refuse, ne voulant pas laisser l'impression qu'il s'est battu pour une organisation dans le but de la diriger. John Byington (1798-1787), un ancien pasteur méthodiste, devient ainsi le premier président de la Conférence Générale. White laisse éclater sa joie : "L'organisation a sauvé la cause. La sécession est morte parmi nous."

### La guerre de Sécession

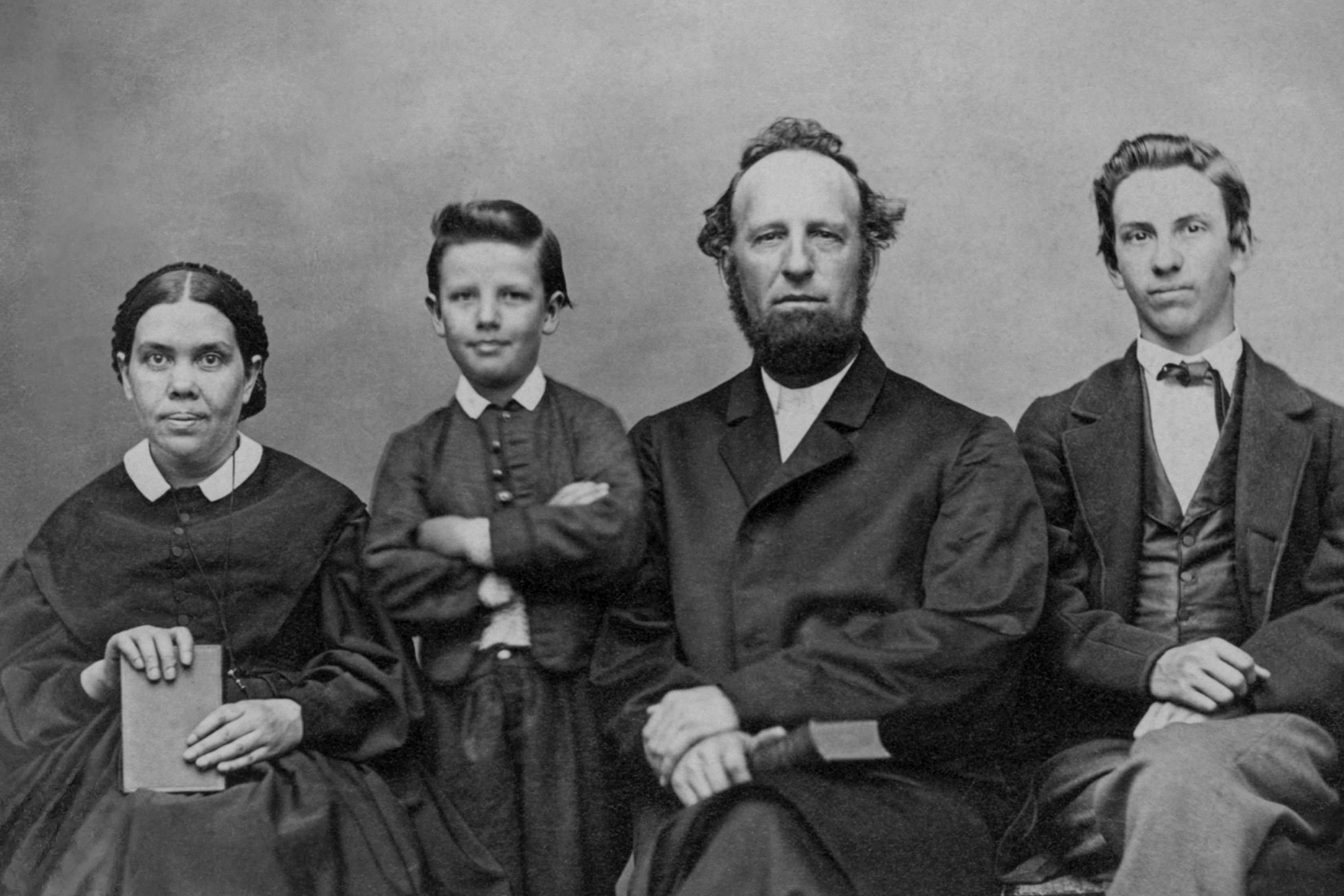
Famille James et Ellen White (1865).

White utilise le mot "sécession" à dessein. Les États-Unis sont en pleine guerre civile. À partir du 12 avril 1861, la guerre de Sécession fait rage entre les états du sud (esclavagistes) et les états du nord (abolitionnistes). En janvier 1861, Ellen White a une vision et avertit les adventistes que la guerre serait longue et violente, une révélation à contre-courant de l'opinion largement répandue chez les nordistes que la guerre serait courte. Dans une déclaration publiée en 1863, elle souligne que Dieu déverserait son jugement sur les États-Unis pour "le grand crime de l'esclavage". La raison du prolongement de la guerre serait double, affirma-t-elle : "Il punira le sud pour le péché de l'esclavage et le nord pour avoir toléré si longtemps son influence envahissante et insupportable".
Les adventistes sont partagés sur la position à adopter. Comme les millérites, ils sont abolitionnistes. Certains participent activement à libérer des esclaves, en particulier par le réseau souterrain du train qui arrive à Battle Creek. L'abolitionniste adventiste la plus célèbre n'est nulle autre que Sojourner Truth (1797?-1883), une esclave émancipée en 1828, qui est une conseillère du président Abraham Lincoln et une amie personnelle d'Ellen White, de John Byington et de John Kellogg (le père de John Harvey Kellogg), deux adventistes activement engagés dans le réseau de libération des esclaves. En 1843, Sojourner Truth assista à deux camp-meetings millérites et à partir de ce moment-là s'identifia aux adventistes jusqu'à la fin de ses jours. Uriah Smith la baptisa en 1859.
Malgré leurs vues abolitionnistes, les adventistes ne se précipitèrent pas pour s'engager dans l'armée nordiste parce qu'ils ne virent pas comment ils pourraient respecter le quatrième commandement (sur le sabbat) et le sixième commandement ("Tu ne tueras pas") de la loi morale (Exode 20). Vers l'automne 1862, l'opinion de James White sembla établie en faveur du service non combattant. Si le gouvernement rendait l'incorporation obligatoire, les adventistes ne devaient pas lui résister mais ils pouvaient servir l'armée comme infirmiers, cuisiniers, ou tout autre service qui ne les amenaient pas à utiliser des armes pour tuer des êtres humains. Mais avec le prolongement de la guerre, le gouvernement américain réclama un nombre toujours plus important de soldats. Il devint plus difficile d'échapper à une incorporation obligatoire. Sur une suggestion de James White, les adventistes jeûnèrent et prièrent en février et mars 1865 pour une fin rapide du conflit. À leur grand soulagement, le 9 avril 1865, le général sudiste Robert Lee signa l'acte de reddition.

### Problèmes de santé
Après avoir été élu président de la Conférence Générale en mai 1865, en dépit de ses objections, James White subit le 15 août 1865 à 44 ans une attaque de paralysie. Pendant trop d'années, il s'était surmené, faisant communément le travail surhumain de trois ou quatre personnes malgré les protestations de sa femme. Cinq semaines plus tard, il entra à "Notre foyer sur la colline", un établissement du Dr. James Jackson à Dansville dans l'État de New York. Il y resta jusqu'au 5 décembre 1865 mais son rétablissement fut long et difficile. Un an plus tard, sur l'insistance d'Ellen White, James passa environ trois mois hors de Battle Creek afin de reposer et faire de l'exercice (contre son gré). D'une manière générale, il eut toujours du mal à réfréner son activité furieuse mais attentive, sa femme veilla au grain. Au cours de sa vie, il subit néanmoins trois autres attaques de paralysie, moins graves que la première, qui le firent souffrir périodiquement.

### Président de la Conférence Générale

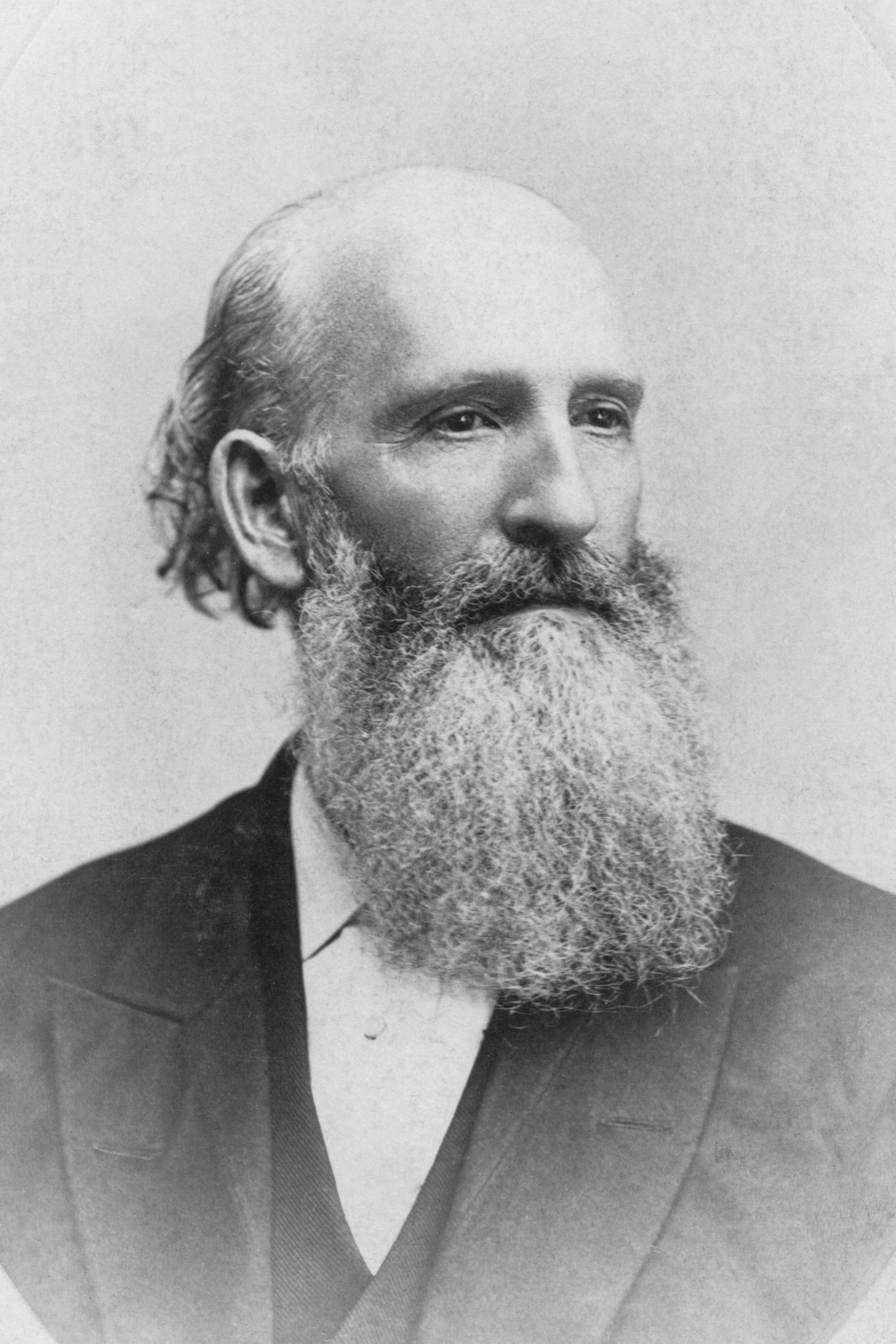
Portrait de James S. White à 57 ans (1878).

Durant les décennies 1860 et 1870, James White fut le leader incontesté de l'Église adventiste. Il fut à l'origine de plusieurs initiatives importantes :
- En 1865, il publia How to live, la première publication adventiste sur la santé.
- En 1866, il créa le Health Reformer, un périodique sur la santé.
- En 1866, il contribua au démarrage de l'Institut de la santé, la première institution médicale adventiste.
- En 1869, il fonda et dirigea la "Société missionnaire adventiste du septième jour".
- En 1870, il officialisa les sociétés adventistes de distribution d'imprimés.
- En 1872, il invita John Kellogg à étudier la médecine, lui prêtant 1000 dollars pour payer ses dépenses à l'école médicale de l'hôpital de Bellevue à New York.
- En 1873, il incita les adventistes à construire le collège de Battle Creek, le premier centre universitaire adventiste.
- En 1874, il encouragea les adventistes à envoyer des missionnaires dans le monde entier. John Andrews se rendit la même année en Europe.
- En 1876, après une recherche biblique de Dudley Canright, il décida les adventistes à adopter le principe de la dîme.

### Rédacteur deSigns of the Times
En 1872, James et Ellen White se rendirent en Californie, pour annoncer le message du retour du Christ dans l'ouest des États-Unis et permettre à James de se reposer et de se ressourcer. Le climat ensoleillé et les promenades dans les montagnes rocheuses lui firent un bien énorme. Ils prêchèrent aussi dans d'autres États comme le Kansas et le Colorado. Ragaillardi physiquement, James White prit plusieurs initiatives :
- En janvier 1874, il lança la publication du mensuel The True Missionnary pour inciter les adventistes à fonder des missions à travers le monde pour annoncer l'évangile.
- En juin 1874, il créa l'hebdomadaire Signs of The Times à Oakland en Californie destiné au public de l'ouest des États-Unis.
- En 1875, avec la contribution financière des adventistes californiens, il fit l'acquisition d'une imprimerie à Oakland qu'on appela la Pacific Press.

### Dernières années
Son activité incessante et les séquelles de sa paralysie finirent par avoir raison de James White. Sous la pression du stress, il devint irritable. Ellen White observa chez lui une tendance à devenir "soupçonneux envers presque tout le monde, même envers ses propres frères dans le ministère", se désespérant quand ses associés commettaient des erreurs dans la gestion de l'Église. Les nerfs à vif, son attitude fut souvent dominatrice envers sa femme et ses fils, Edson et William, au point qu'Ellen White vécut temporairement séparée de lui.
James White reconnut qu'il grossissait les choses dans son esprit. Il s'excusa auprès de ses fils et se réconcilia avec sa femme. Au bout du rouleau, il décida de quitter gracieusement la présidence de la Conférence Générale. En octobre 1880, George Butler lui succéda. En août 1881, il attrapa à 60 ans la malaria. Tous les efforts de John Kellogg au sanatorium de Battle Creek pour le sauver furent vains.

## Contribution à l'adventisme

### Un théologien
James White écrivit plusieurs ouvrages et des milliers d'articles dans plusieurs périodiques. Comme rédacteur en chef de la Review and Herald, il joua un rôle déterminant dans l'élaboration et la diffusion des doctrines adventistes. Ancien connexioniste comme Joseph Bates, il partagea les principes de la liberté religieuse, de la Bible comme unique credo et de la vérité progressive, mais aussi une conception anti-trinitaire que l'Église adventiste rejeta plus tard. Étudiant attentif des prophéties bibliques, il fut le premier à désigner la procédure qui se déroulait dans le sanctuaire céleste (Daniel 7-8) sous le terme de "jugement investigatif". Il fut le premier à affirmer qu'Harmaguédon était un conflit cosmique final entre Christ et Satan.
White fut le champion adventiste de la doctrine du salut par la grâce. En 1880, il se proposa d'écrire un livre sur le sujet quand il s'aperçut qu'une majorité d'adventistes glissait vers le légalisme mais il mourut avant de pouvoir mettre son projet à exécution. Après sa mort, Ellet Waggoner, Alonzo Jones et Ellen White feront redécouvrir cet enseignement aux adventistes.

### Un administrateur
James White fut un organisateur remarquable et un gestionnaire avisé. Uriah Smith souligna qu'il était toujours calme durant les périodes de confusion ou d'excitation, ne se laissant jamais aller au fanatisme, qu'il était un planificateur avisé et doué pour prendre des décisions judicieuses, ne cédant jamais au découragement. Un entrepreneur né, il fonda avec succès diverses branches de l'Église adventiste dans les publications et sur les plans administratif, éducatif et médical.

### Un visionnaire
Sans James White, il n'y aurait pas eu d'Église adventiste du septième jour. Si Joseph Bates fut le vétéran et Ellen White la guide spirituelle de ce mouvement naissant, James White fut son dirigeant, son stratège et son bâtisseur. Joseph Waggoner observa : "Frère et sœur White furent très en avance du corps des adventistes du septième jour en ce qui concerne la nature, la magnitude de notre œuvre et la nécessité d'une parfaite organisation pour porter le message au monde. Je l'entendis évoquer l'idée d'une organisation au moins cinq ans avant qu'il puisse pousser ses frères à faire les premiers pas dans cette direction".
À ceux qui critiquèrent James White pour ses moments d'autoritarisme et son apparent manque de sociabilité, Uriah Smith fit remarquer durant son eulogie funèbre qu'il était un homme de contradictions, très apprécié et admiré mais aussi frustrant et incompris. Même sa femme et ses amis pouvaient ne pas le comprendre. Totalement dévoué à la mission de propager le message du retour du Christ, White sacrifia sa santé et des relations plus plaisantes : "Il était prêt à renoncer à son foyer et à ses amis. Aucun homme n'aurait été plus heureux que lui d'apprécier continuellement les plaisirs de la vie familiale et sociale, l'interaction avec les amis, s'il ne pensait pas que l'intégrité de la cause l'appelait à prendre une voie différente. Quand c'était le cas, la voix du devoir venait en premier. Tout le reste était secondaire."

### Un collaborateur d'Ellen White

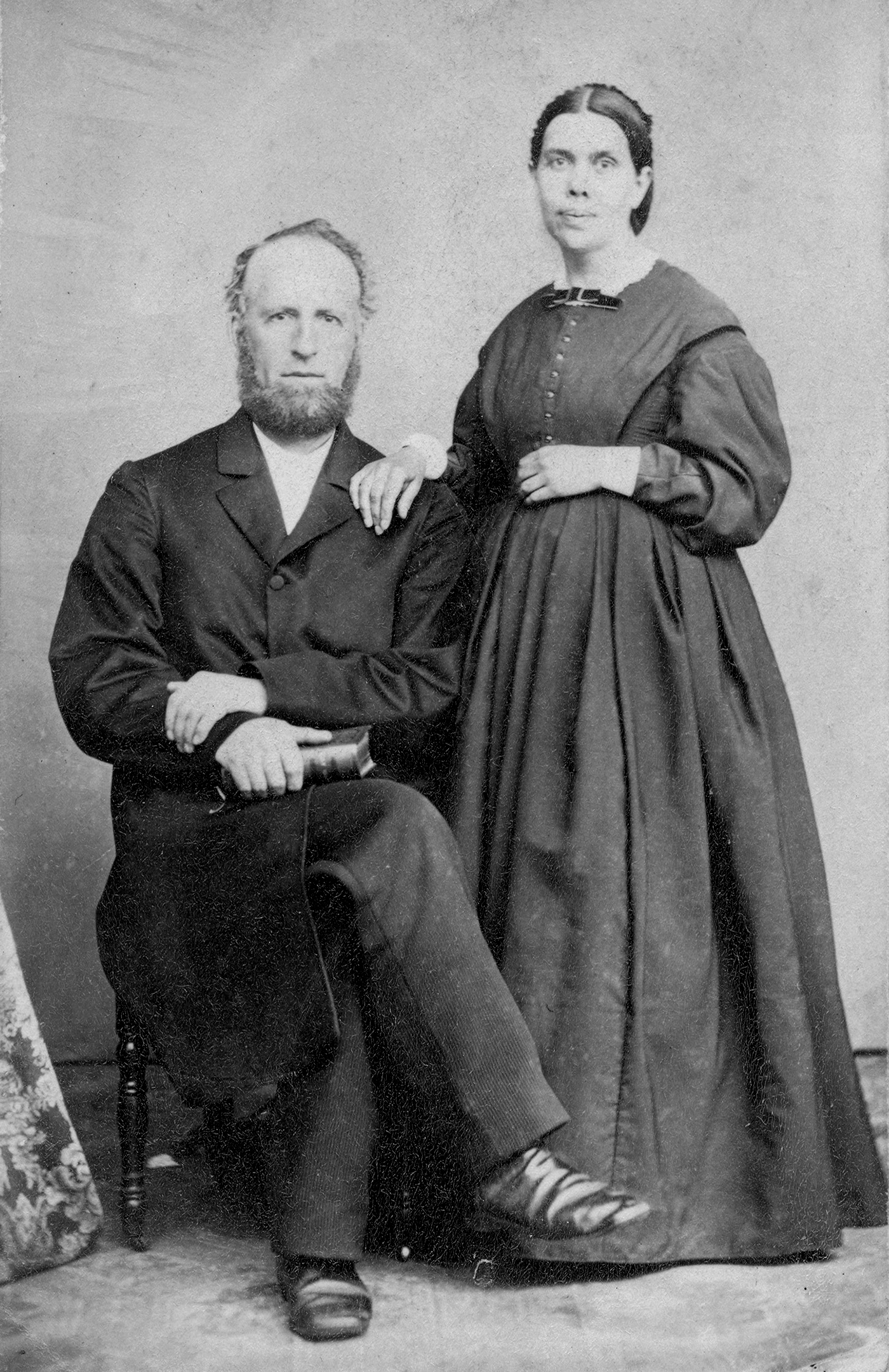
James et Ellen White.

Un convaincu indéfectible du don prophétique d'Ellen White, James White ne discutait pas les directives de son épouse, même s'il fallait souvent les exécuter par quelque moyen dont il n'avait pas la moindre idée. Mais il eut parfois du mal à s'en accommoder. S'il était heureux de la soutenir quand elle distillait des conseils personnels aux adventistes, il l'était moins quand elle les lui adressait. Ayant une forte personnalité, il aurait parfois souhaité un rôle d'épouse plus traditionnel, ne la trouvant pas assez soumise à son goût. Barbara Welter souligna qu'au XIXe siècle, la femme victorienne avait quatre vertus : "piété, pureté, soumission et domesticité". Ellen White ne correspondait pas parfaitement à ce prototype.
James et Ellen White travaillèrent bien en équipe. Il fut une aide précieuse pour son épouse. Aux camp-meetings, après un sermon d'Ellen, James se chargeait de l'appel auprès des auditeurs. Elle partageait avec lui les conseils de ses visions et il les mettait en application. Elle écrivait ses messages et il corrigeait les fautes de grammaire et les imperfections de style.

## Carrière
- 1851-1855 - Rédacteur en chef de Review and Herald.
- 1855-1865 - Directeur de l'imprimerie Review and Herald.
- 1861-1864 - Rédacteur en chef de Review and Herald.
- 1865-1867 - Président de la Conférence Générale.
- 1866-1871 - Rédacteur en chef du Health Reformer.
- 1869-1871 - Président de la Conférence Générale.
- 1871-1877 - Rédacteur en chef de Review and Herald.
- 1874-1880 - Président de la Conférence Générale.
- 1874-1880 - Rédacteur en chef de Sign of the Times.
- 1880-1881 - Rédacteur en chef de Review and Herald.

## Livres de James White
- 1847 - Word to the Little Flock
- 1853 - Signs of the Times
- 1868 - Life Incidents
- 1868 - Selections from Life Incidents
- 1870 - Sermons on The Coming and Kingdom of Our Lord Jesus Christ
- 1875 - Sketches of the Christian Life and Public Labors of William Miller
- 1875 - The Seven Trumpets of Revelation 8 & 9
- 1876 - The Second Coming of Christ, Matthew 24
- 1877 - Early Life and Experiences of Joseph Bates
- 1878 - Biblical Institute
- 1880 - Life Sketches of James and Ellen White

## Biographies
- James White, Life Incidents (autobiographie), Steam Press, 1868.
- James et Ellen White, Life Sketches of James and Ellen White (autobiographie), Steam Press, 1880.
- Gerald Wheeler, James White: Innovator and Overcomer, Hagerstown : Review and Herald, 2003.
- Virgil Robinson, James White, Washington : Review and Herald Publishing Association, 1976.